# Schwedisches Forschungsinstitut der Verteidigung

Wappen der Einrichtung

Das Schwedische Forschungsinstitut der Verteidigung, auch Schwedische Behörde für Verteidigungsforschung (schwedisch: Totalförsvarets forskningsinstitut, wörtlich: Forschungsinstitut der vollumfänglichen Abwehrbereitschaft) ist eine schwedische Forschungseinrichtung mit Hauptsitz in Kista. Ihre Aufgaben sind Forschung und Entwicklung im Bereich der Verteidigungspolitik und des Zivilschutzes. Sie ist dem schwedischen Verteidigungsministerium, dem Försvarsdepartementet, unterstellt. Im Jahre 2007 beschäftigte sie etwa 1000 Personen.

## Geschichte
Das FOI ging 2001 aus der Fusion der Vorgängereinrichtungen dem Schwedischen Luftfahrtforschungsinstitut (Flygtekniska försöksanstalten, kurz: FFA) und dem Schwedischen Forschungsinstitut für nationale Verteidigung (Försvarets forskningsanstalt, kurz: FOA)  hervor.
Die FFA wurden 1940 in Bromma als staatliches Forschungsinstitut für die schwedische Luftfahrtindustrie, hauptsächlich für militärische Zwecke, gegründet.
Die FOA entstand 1945 ihrerseits aus der Fusion dreier Institutionen. Im Einzelnen waren dies:
- das Chemische Institut der schwedischen Streitkräfte (Försvarsväsendets kemiska anstalt, FKA), das 1937 gegründet wurde und aus Forschungsvorhaben bezüglich chemischer Waffen an den Universitäten Lund und Uppsala hervorging,
- das Institut für Militärphysik (Militärfysiska institutet, MFI), das während des Zweiten Weltkriegs entstanden war und
- das Statens uppfinnarnämnd, SUN, das 1942 zur Erforschung der Radartechnik gegründet worden war.

Die FOA war maßgeblich an der Erforschung von Atomwaffen beteiligt, bis Schweden 1968 dem Atomwaffensperrvertrag beitrat.